# 弗萊切·克里斯蒂安
弗萊切·克里斯蒂安（英語：Fletcher Christian；1764年9月25日—1793年9月20日）是一名大不列顛王國海員、軍官，曾經參與英國皇家海軍邦蒂艦前往太平洋大溪地的航程。其最著名的事蹟是在1789年領導邦蒂號叛變事件，並從海軍上尉威廉·布萊手中奪取艦艇的指揮權。這次譁變事件成為許多文學和電影作品的主題。

## 生平
1764年9月25日，弗萊切·克里斯蒂安在英格蘭昆布蘭布里格姆的富裕家庭出生，是詩人威廉·華茲渥斯的遠房親戚。克里斯蒂安曾經接受過良好的教育。1787年，克里斯蒂安被任命為英國皇家海軍邦蒂號大副，跟隨威廉·布萊前往大溪地，並將太平洋麵包樹運送到西印度群島。在大溪地停留5個月後，威廉·布萊和船員之間的關係惡化。1789年4月28日，弗萊切·克里斯蒂安發動邦蒂號叛變事件，迫使威廉·布萊下船，並接管該船的指揮權。
其後一些叛變分子留在大溪地，而克里斯蒂安、其他8名叛亂分子、6名大溪地男子以及11名大溪地婦女則從大溪地前往更偏僻的皮特肯群島定居。在抵達皮特肯群島後，船員們燒毀邦蒂艦。1793年9月20日，克里斯蒂安在皮特肯島逝世，原因可能是在與大溪地人的衝突糾紛中喪生，不過其後裔至今仍然存活。一直到1808年，克里斯蒂安帶往皮特肯群島的成員才被發現，唯一倖存的叛變者約翰·亞當斯對克里斯蒂安的死亡給出相互矛盾的說法。

## 外部連結
- History of Pitcairn Island （页面存档备份，存于）
- Moorland Close （页面存档备份，存于）
- HMS Bounty Ancestors and Cousins （页面存档备份，存于）
- George Snell's HMS Bounty Descendants Page
- Norfolk Island Research and Genealogy Centre （页面存档备份，存于）
- Fletcher Christian's biography （页面存档备份，存于）, PISC Crew Encyclopedia
- Pitcairn Islands Study Centre （页面存档备份，存于） (PISC)